# Micranthemum umbrosum
Micranthemum umbrosum är en tvåhjärtbladig växtart som först beskrevs av Johann Friedrich Gmelin, och fick sitt nu gällande namn av Joseph Blake. Micranthemum umbrosum ingår i släktet Micranthemum och familjen Linderniaceae. Inga underarter finns listade i Catalogue of Life.